# 謝綱 (成化壬辰進士)
謝綱（1436年—？），字廷憲，直隸永平府灤州人，民籍。明朝政治人物。進士出身。

## 生平
順天府鄉試第四十三名。成化八年（1472年）壬辰科會試第二百十名，殿試登進士第三甲第六十七名。

## 家族
曾祖父謝子成。祖父謝讓。父亲謝福，曾任□□官。